# Stotesbury (Missouri)
Stotesbury est un village situé au nord-ouest du comté de Vernon, dans le Missouri, aux États-Unis,. Il est fondé en 1893 et incorporé en 1894.

## Démographie
Lors du recensement de 2010, le village comptait une population de 18 habitants. Elle est également estimée, en 2016, à 18 habitants.

### Source de la traduction
- (en) Cet article est partiellement ou en totalité issu de l’article de Wikipédia en anglais intitulé « Stotesbury, Missouri » (voir la liste des auteurs).